# 天の男
『天の男』（てんのおとこ）は、能條純一による日本の漫画。『漫画エロトピア』（ワニマガジン社）1986年8月7・21日合併号から1987年3月号、7月号、9月号に掲載された。
本作以前の『漫画エロトピア』『エロトピアデラックス』に掲載された作品は、大半が純然としたエロ劇画だったが、前年から『別冊近代麻雀』（竹書房）で連載していた「哭きの竜」がヒットしたことから、ストーリー劇画として描かれた。しかし、『漫画エロトピア』は連載開始直後の11月号から月2回刊から月刊へ変更、1987年に入ると『コミックモーニング』（講談社）で「翔丸」の連載が始まったこともあり、終盤は掲載ペースが低下、10話で中断した。他誌に続編は掲載されず、実質終了となった。
単行本は発表された全10話のうち、8話を収録している（ワニマガジン・コミックス版、ホーム社漫画文庫版とも）。前述の経緯もあり、「完」とはあるが、まだ物語は続く印象を受ける。作者の「翔丸」や「ゴッドハンド」に見られる「悪のカリスマ」を描いた系統の嚆矢となる作品である。

## あらすじ
裏の世界で「天」と呼ばれる殺し屋がいる。依頼者から「恨み」（=生きている証）を聞き、納得が行ったらそのターゲットを殺害する。ある依頼者より政治家殺害の依頼を受け、これを遂行したことから、日本の政治の裏で行われている謀略に巻き込まれることとなる。
殺害時の決め台詞は、「これ”天”の裁き。恨むなら”天”を恨めよ」。

## 主な登場人物
※ 登場人物には漢字のルビが振られていないため、読み方は省略。

### 主人公とその仲間
天
本作品の主人公。関係者・依頼者から「天」と呼ばれる殺し屋。本名・素性とも不明。依頼者の「恨み」に納得すれば、どの様な相手でも殺す。金では動かない。
毎月4の付く日に3大新聞の尋ね人欄に「“天”に頼みあり」と出すと「天」から電話で連絡が入る。「天」からの連絡は1度だけで、その連絡に出られなかった場合は、依頼は無かったこととされるようである。後日東京駅のベンチにて落ち合い、依頼を受ける。
他人の意思では動かないことを課し、自身が窮地に陥ると「生きるも死ぬも俺の中に棲む“天”が決めること」の台詞を残し自害しようとする。作中1度目は地堂に拉致された時で、日本刀を腹に突き刺すも、地堂に助けられる（その後脱出）。2度目は尾形殺害に失敗（殺害したのは替え玉であった）した時で、日本刀を喉に突き刺そうとするも、尾形に助けられる。2度目の時は初めて敗北感を味わった。
後に理絵の依頼で地堂を殺害しに行く。短刀で刺殺しようとするも、直前に力を抜き、寸止めした。
ターゲットを殺害した後には、一人教会で涙を流す。
普段は赤鼻のビリヤード場にいる。修という弟分がおり「兄貴」と呼ばれる。ビリヤードは全国大会に出場するほどの腕前である。
赤鼻
「天」に仕事を依頼する窓口となっている男。本名は不明。ビリヤード場にいる。依頼者には「天」への接触方法を教え、「天」には依頼があった旨伝える。

### 依頼者とターゲット
地堂 大造
日本の政治を裏から操る男。自身を日本の「天」と自負している。
三好（後述）が殺害された時、一度は「天」を拉致するも、逃走後は警察関係者に「手出し無用」と圧力を掛ける。理由は「天」のことを「“天”の申し子」と認めたからで、自身の元に再び来た時には「まことの”天の道”を教えてやる」と考える。
後に理絵の依頼で殺害しに来た「天」と対峙、刺す直前に力を抜いた「天」に「何故刺せん」と問う。
地堂 理絵
地堂の娘。「天」を地堂の元に連れて来る役目を担い、「天」が地堂に刀を向けた時には銃口を向け、「命乞いをし、忠誠を誓え」と告げた（その際「天」は自害しようとする）。
地堂に自身の許にいることを強要され、過去に恋人を父（の配下）に殺害された経験を持つ。地堂の娘である事を「恨み」として、「天」に地堂の殺害を依頼した。
三好 敬
大蔵大臣。作中第1番目の被害者。銃剣で刺殺される。依頼者は妾。
沢渡 正
競馬場の作業員。作中第2番目の被害者。銃剣で斬殺される。依頼者は実娘のさえ子。
高橋 祐一
六本木で遊び歩いているチンピラ。作中第3番目の被害者。短銃で射殺される。依頼者は弄ばれて捨てられた女。
若林
東光住宅の新たな社長で元専務。尾形（後述）の手先として先代社長の北山を陥れる。作中第4番目の被害者。短刀で刺殺される。依頼者は北山の娘。北山は尾形に陥れられた後自殺していた。
大沢
M証券の部長。若林同様、尾形の手先として北山を陥れた一人。作中第5番目の被害者。短銃で射殺される。依頼者は北山の娘。
尾形 辰男
日本の政財界に力を持つ黒幕の1人。「O（オー）」と呼ばれる。地堂には「忠実な犬」と言いつつその立場を狙う。拝金主義者。「天」に日本刀で刺殺されるも、それは替え玉であった（この替え玉が作中第6番目の被害者）。依頼者は北山の娘。
殺害に失敗して自害しようとした「天」を、地堂と話した通り殺害せずに助ける。その時「天」に敗北感を味わわせた。
最終的には「天」に殺されていない。
奈良林
政治家。尾形の配下で内閣総理大臣の座を狙う。
大林 誠
内閣総理大臣。地堂の配下。

## 書誌情報
能條純一 『天の男』
- ワニマガジン社〈ワニマガジン・コミックス〉、全1巻 ※現在絶版
  - 1987年5月1日初版発行
- ホーム社〈ホーム社漫画文庫〉、全1巻 ※文庫版 解説：安部譲二
  - 1999年12月15日初版発行、ISBN 978-4-8342-7117-1